# Salarchaeum
Genre
Salarchaeum est un genre d'archées halophiles de la famille des Halobacteriaceae.

## Liste d'espèces
Selon Catalogue of Life (17 novembre 2019) :
- Salarchaeum japonicum Shimane & al., 2011

## Publication originale
- (en) Yasuhiro Shimane, Yuji Hatada, Hiroaki Minegishi, Akinobu Echigo, Syuhei Nagaoka, Masayuki Miyazaki, Yukari Ohta, Tadashi Maruyama, Ron Usami, William D. Grant et Koki Horikoshi, « Salarchaeum japonicum gen. nov., sp. nov., an aerobic, extremely halophilic member of the Archaea isolated from commercial salt », International Journal of Systematic and Evolutionary Microbiolgy, vol. 61, no 9,‎ septembre 2011, p. 2266-2270 (lire en ligne) DOI 10.1099/ijs.0.025064-0 PMID 20952548